# Centrale nucleare del Garigliano
La centrale nucleare del Garigliano era una centrale nucleare di prima generazione, situata nel comune di Sessa Aurunca (CE),  avente un unico reattore da 160 MW di potenza elettrica netta, a uranio leggermente arricchito, moderato ad acqua leggera e raffreddato secondo lo schema BWR 1.

## Storia dell'impianto
Costruita dal 1º novembre 1959 al 1º gennaio 1964 su progetto dell'ingegnere Riccardo Morandi dalla Società Elettronucleare Nazionale (SENN S.p.A., ai tempi parte del gruppo IRI-Finelettrica e compartecipata anche da Finmeccanica e Finsider) sotto l'egida del CNRN e con tecnologia della società americana General Electric, ha iniziato l'attività commerciale dal 1º giugno 1964.
Nel 1965 la proprietà della centrale è stata assunta da Enel. L’impianto è stato in funzione fino al 1978, anno in cui è stato fermato per manutenzione. Dopo aver valutato come antieconomici i costi della sua riparazione vista la poca vita residua dell'impianto, è stata disattivata definitivamente il 1º marzo 1982.
Da allora è stato garantito il mantenimento in sicurezza delle strutture e degli impianti a tutela della popolazione e dell'ambiente. La centrale ha complessivamente prodotto 12,5 miliardi di kWh di energia elettrica.
Nel 1999 SOGIN è divenuta proprietaria dell'impianto con l'obiettivo di realizzarne lo smantellamento: allontanamento del combustibile nucleare, decontaminazione e smantellamento delle strutture e gestione e messa in sicurezza dei rifiuti radioattivi.

## Lo smantellamento
Dopo il fermo della centrale, sono stati drenati tutti i circuiti idraulici del reattore e, successivamente all'allontanamento degli elementi di combustibile della centrale, è stata svuotata la piscina all'interno della quale erano custoditi.
Nel 2007 sono terminate le attività di rimozione dell'amianto dall'edificio turbina e nel 2008 SOGIN ha ripristinato gli impianti elettrico, di ventilazione, di drenaggio liquidi e di monitoraggio radiologico per la bonifica amianto. Nel 2009 è avvenuta la realizzazione dei laboratori chimici “freddo” e “caldo”. Nel 2010 è terminata la bonifica dell'edificio reattore dal coibente contenente amianto ed è stato, inoltre, pubblicato il decreto di compatibilità ambientale (VIA) per l'"attività di smantellamento – disattivazione accelerata per il rilascio incondizionato del sito”. A tale proposito, la VIA prevede che le attività di smantellamento non riguardino gli edifici reattore e turbina, progettati dall'ingegnere Riccardo Morandi, dichiarati patrimonio architettonico italiano, come stabilito dal Ministero per i Beni e le Attività Culturali.
La centrale di Garigliano è stata la seconda delle quattro centrali nucleari italiane, dopo quella di Trino, ad ottenere il 28 settembre 2012 il decreto di disattivazione, approvato dal Ministero dello Sviluppo Economico.
Nel dicembre 2012 SOGIN ha emesso i bandi di gara per: la progettazione esecutiva e l'esecuzione dei lavori di ripristino dei sistemi ausiliari dell'edificio reattore; la progettazione esecutiva e l'esecuzione dei lavori di smantellamento dei sistemi e componenti del ciclo termico dell'edificio turbina, compreso il ripristino dei sistemi ausiliari necessari alle operazioni di smantellamento, la fornitura delle apparecchiature per il trattamento dei materiali smantellati e l'alienazione dei materiali rilasciabili, pubblicato sulla Gazzetta Ufficiale dell'Unione Europea (GUUE) il 15 dicembre; l'esecuzione dei lavori di scarifica e demolizione dell'attuale camino e realizzazione di un nuovo camino, pubblicato sulla Gazzetta Ufficiale dell'Unione Europea il 28 dicembre. È stata completata la realizzazione del nuovo deposito temporaneo per i rifiuti radioattivi e l'adeguamento a deposito temporaneo dell'edificio ex-diesel.
Nell'ambito delle predisposizioni necessarie per effettuare lo smantellamento dei componenti e delle prescrizioni per garantire l'integrità degli edifici turbina e reattore (sfera), sono in corso i lavori per il ripristino del rivestimento protettivo delle due strutture. È terminato l'iter di gara per la realizzazione del nuovo sistema di trattamento effluenti liquidi radioattivi, denominato radwaste, e sono state bonificate le tre trincee, dove negli anni di esercizio della centrale sono stati interrati rifiuti a bassa attività.

### Bonifica delle trincee (2014-2021)
Durante gli anni sessanta del Novecento sono stati interrati in tre trincee rifiuti a radioattività molto bassa.
Nel 2014 sono cominciati i lavori di bonifica delle trincee 2 e 3, e successivamente, nel 2017, è coominciata la bonifica della trincea 1.
I lavori di bonifica sono stati completati nel 2021.

### Lo smantellamento del camino (2014-2017)
SOGIN ha terminato nel novembre 2017 lo smantellamento del camino della centrale del Garigliano. Il camino era una struttura tronco-conica in cemento armato alta 95 metri, con un diametro che variava dai circa 5 metri della base ai circa 2 metri della sommità. All'interno dell'area dell'impianto nucleare, era posizionato accanto all'edificio reattore e svolgeva la funzione di convogliare in quota, e in maniera controllata, lo scarico in atmosfera degli effluenti gassosi provenienti dagli edifici a potenziale rischio di contaminazione radioattiva oggetto anch'essi di smantellamento, quali turbina, reattore e rifiuti radioattivi. La sua progettazione rispondeva ai criteri di resistenza in vigore negli anni sessanta.
SOGIN ha svolto i lavori in più fasi, con un avvio nel 2014. Dapprima sono stati svolti interventi propedeutici fra cui il consolidamento della struttura e l'impermeabilizzazione delle aree. Sono stati, inoltre, eseguiti i collaudi dei sistemi e dei macchinari attraverso un modello in scala del camino in cemento armato alto 12 metri, costruito in un apposito punto esterno al sito. Successivamente sono state decontaminate, tramite scarifica, le pareti interne del camino attraverso un robot antropomorfo di tecnologia italiana. Al termine, la struttura è risultata decontaminata ed è stata demolita.

### Smantellamento della torre idrica (2023-2024)
Il 30 ottobre 2023, sono iniziati i lavori di smantellamento della torre idrica.
L'operazione si è conclusa il 4 febbraio 2024.
Le 1900 tonnellate di rifiuti prodotte sono state inviate a recupero.

## Gestione dei rifiuti radioattivi
Nell'ambito delle attività di gestione e messa in sicurezza dei rifiuti radioattivi, è terminato, nel 1987, l'allontanamento del combustibile irraggiato della centrale, che è stato trasferito in Inghilterra per il riprocessamento e al deposito Avogadro di Saluggia (VC). Quest'ultimo è destinato al trasferimento in Francia anch'esso per il riprocessamento. I trasporti del combustibile dal deposito Avogadro sono iniziati nel febbraio 2011.
SOGIN ha adeguato l'edificio ex diesel per adibirlo a deposito temporaneo e ha costruito un nuovo deposito temporaneo, denominato D1, per la custodia in sicurezza dei soli rifiuti radioattivi presenti nella centrale del Garigliano, in attesa del loro trasferimento al Deposito Nazionale.

## Tavolo della Trasparenza
Nel 2011 è stato istituito in Regione Campania il Tavolo della Trasparenza per le attività di dismissione della centrale nucleare del Garigliano, con la delibera di G.R. n. 163 del 29/4/2011, integrata dalla delibera di G.R. n. 428/2011. Con decreto del Presidente della Giunta n. 253 dell'11/11/2011 sono stati nominati i componenti del Tavolo, come individuati dagli enti di appartenenza, ed è stato approvato il Disciplinare per il suo funzionamento.

## Controversie su possibili fughe radioattive
Nell'aprile del 2014 sono comparsi in rete alcuni articoli riferiti ai risultati di studi condotti all'inizio degli anni ottanta in sede ENEA, CNEN e SIMP (Società italiana di Mineralogia e Petrologia) che riguardavano la contaminazione del Garigliano e di parte del golfo di Gaeta da parte di radionuclidi provenienti dalla centrale.
Gli articoli rimandano agli "Atti del Convegno italo-francese di radioprotezione - Firenze 30 Maggio, 1 Giugno 1983", alla studio condotto in ambito ENEA dal titolo: “Influenza dei Fattori Geomorfologici sulla distribuzione dei Radionuclidi - Un esempio: dal M. Circeo al Volturno” (di A. Brondi, O. Ferretti, C. Papucci) e al "Rendiconto n.38 della Società italiana di Mineralogia e Petrologia", che a sua volta si riferisce ai risultati delle ricerche ambientali condotte alla fine degli anni settanta dal CNEN.

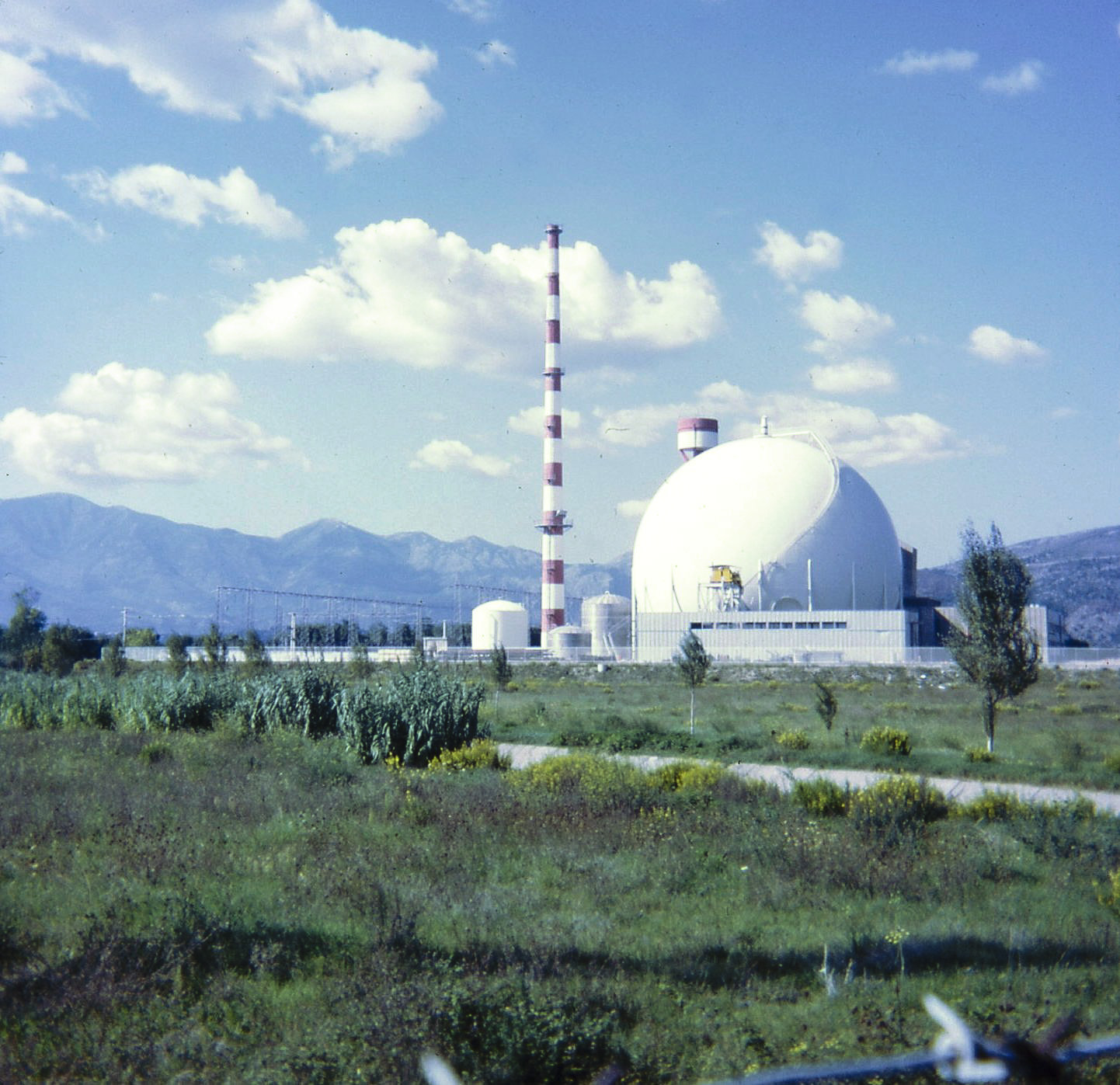
Vista panoramica da sud-ovest.
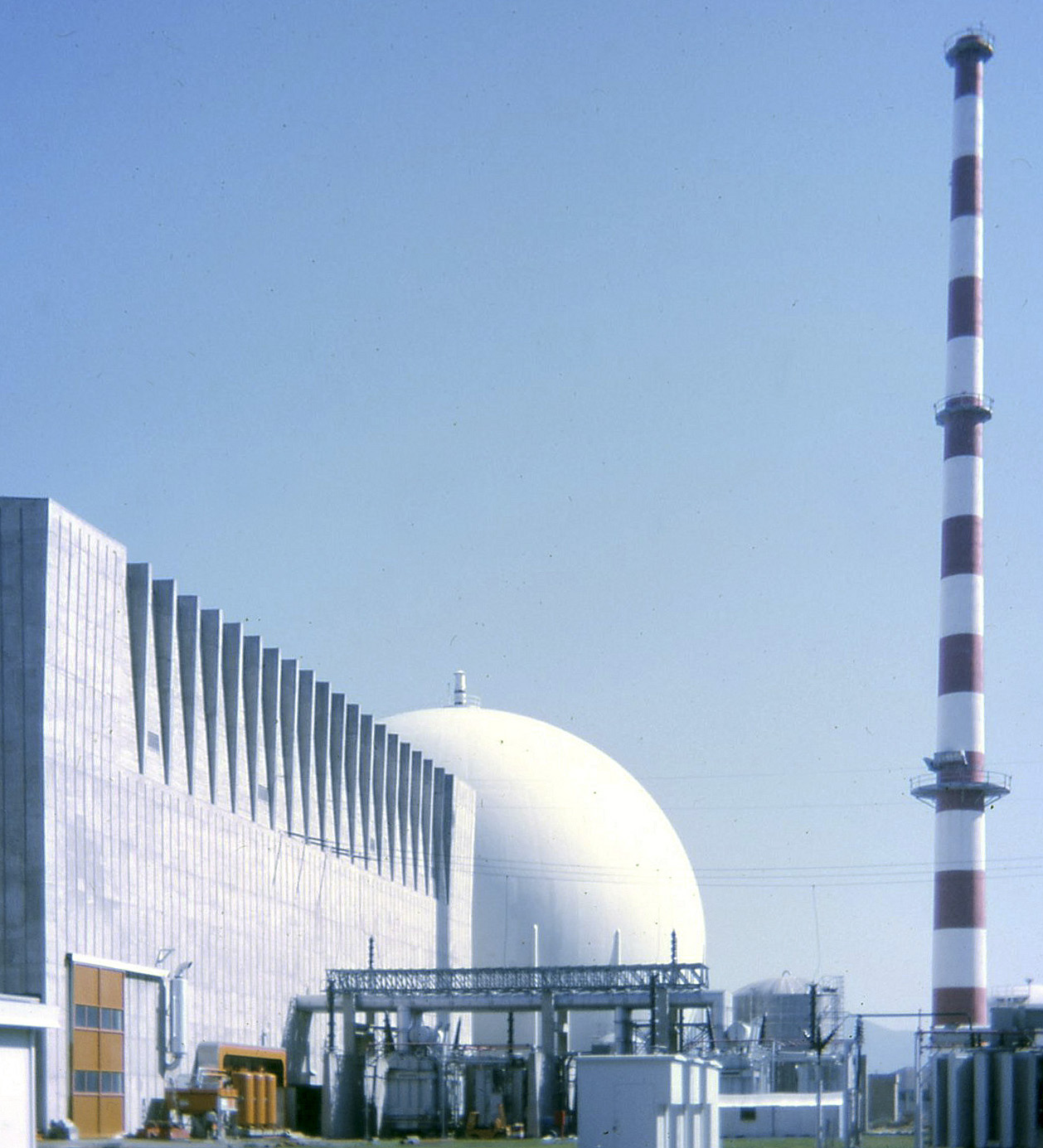
Da sinistra a destra: la sala turbina, il contenitore di sicurezza (del diametro di 48 metri) e il camino (dell'altezza di 110 metri).
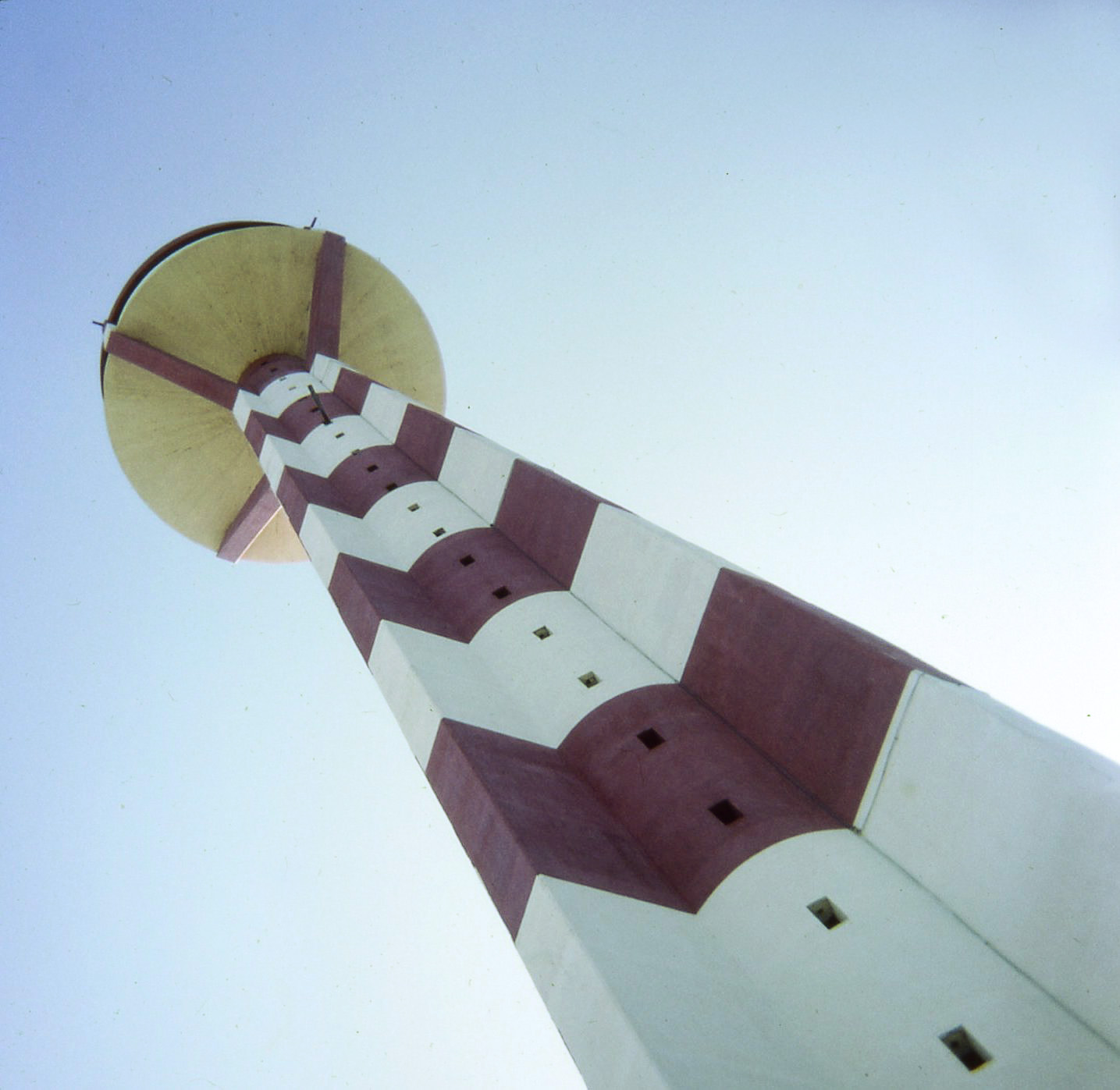
Il serbatoio dell'acqua di emergenza.